# Rathier de Vérone
Rathier de Vérone (son nom latin est Ratherius Veronensis), né vers 890 dans la région de Liège et décédé le 25 avril 974 à Namur (actuelle Belgique), était un moine de l'abbaye de Lobbes, successivement évêque de Vérone en Italie (trois fois), évêque de Liège (de 953 à 955) et abbé de l'abbaye d'Aulne. Brillant écrivain latin et polémiste de renom il eut une vie mouvementée. Plusieurs de ses écrits spirituels et pastoraux nous sont parvenus.

## Biographie
Né de parents nobles de la région de Liège, Rathier est reçu comme oblat à l'abbaye de Lobbes. Il s'y adonne avec ardeur à l'étude des auteurs anciens et modernes. A Lobbes, la formation intellectuelle est solide : Rathier resta toute sa vie attaché au monastère de sa jeunesse. Il signe souvent : Ratherius, monacus laubiensis. À la mort de l'évêque Étienne de Liège, en 920, Rathier prend le parti de soutenir le lorrain Hilduin comme successeur à l'évêché de Liège. Hilduin échoue et doit partir en exil. Rathier l'accompagne chez Hugues de Provence. Lorsque ce dernier devient roi d'Italie (en 926) il place Hilduin (un parent) comme évêque de Milan et Rathier, évêque de Vérone (931). Compromis dans des complots et luttes d'influence il perd son siège en 934 et passe deux ans en prison et ensuite en résidence surveillée (à Côme). C'est alors qu'il compose la plus connue de ses œuvres: les Praeloquia. Libéré en 939 il revient à Liège et passe deux ans dans son abbaye de Lobbes.
Cependant, lorsque Hugues de Provence est défait (945), Rathier retourne en Italie et récupère son diocèse de Vérone (946). En 948 il doit de nouveau fuir Vérone, chassé par son clergé qu'il cherchait à réformer. Il se rend alors en Allemagne. Son talent d'écrivain et ses connaissances théologiques lui gagnent l'amitié de Brunon (le fils d'Henri Ier l'Oiseleur), archevêque de Cologne. Le 21 septembre 953, l'influence de Brunon contribue à l'élection de Rathier comme évêque de Liège. Quelques jours plus tard il est sacré dans la cathédrale de Cologne. Cela ne dure pas. L'opposition des grandes familles voisines contraint Brunon à sacrifier son protégé, et Rathier doit quitter Liège en 955. Il se retire dans la petite abbaye d'Aulne, une fondation de Lobbes. Mais avec Otton, l'empire germanique reprend pied en Italie du Nord et Rathier est replacé sur son siège de Vérone en 962 (troisième fois...). En dépit de ses efforts il ne parvient pas à se concilier ni les évêques voisins, ni son clergé (toujours réfractaire aux réformes…). Des émeutes ont lieu en 965. L'empereur Otton lui retire son soutien et, une fois de plus, à l'âge de 75 ans, Rathier prend le chemin de l'exil. Retour à Aulne, dont Éracle, évêque de Liège lui donne les revenus ; mais il a des vues sur l'abbaye de Lobbes. Il parvient à en chasser l'abbé Folcuin, pour en occuper le siège de 971 à 972. Notger, évêque de Liège, intervient en 972 et Rathier doit rentrer à Aulne. Il meurt à Namur le 25 avril 974 et est inhumé dans la collégiale Saint-Ursmer de Lobbes .

## Œuvres
Rathier est un brillant écrivain latin du Moyen Âge. Il a du style et affectionne les expressions rares, les constructions de phrases compliquées, les images obscures: un grand talent littéraire et une belle originalité de langage. On ne peut dire cependant qu'il fut un théologien original de pensée. Son grand succès, durant son vivant, lui est venu de la vigueur de son expression et l'éclat de son style. Il ne laissa pas de trace durable après sa mort.
On a de lui :
- 15 sermons pastoraux datant de son troisième séjour à Vérone. On y perçoit ses déboires avec son clergé. Un panégyrique de Saint Donatien datant de 944-945.
- Une vie de Saint Ursmer
- Des instructions et écrits de circonstances (une cinquantaine de lettres), datant de diverses époques. Rathier cherche à se concilier des amis influents et à récupérer son évêché de Vérone. Il se défend contre ses ennemis. Il analyse les maux de l'Église (mépris des canons et pratiques scandaleuses) et rappelle les règles morales à suivre.
- Deux traités plus importants : 
  - (1) les Praeloquia (écrit alors qu'il est en prison à Pavie, 934-939) qui sont des exhortations à la conversion de cœur, sous forme de dialogues. Dans sa solitude, Rathier dialogue avec des chrétiens de statut et condition sociale différents, suggérant une voie spirituelle pour chacun d'eux : soldat, médecin, évêque, marchand, femme, vieillard, roi, etc. C'est son œuvre la mieux connue.
  - (2) L'Excerptum ex dialogo confessionali (écrit à la fin de sa vie, alors qu'il est de retour à l'abbaye d'Aulne (957-960) est un dialogue fictif avec son confesseur. Rathier est lucide et critique vis-à-vis de lui-même, un peu déçu et découragé également. Il déplore sa faiblesse. Même si le ton y est sincère, l'autodéfense et la justification personnelle ne sont jamais loin.
- On lui connaît d'autres œuvres car citées par des auteurs contemporains ou postérieurs ; elles semblent perdues.

## Personnalité en clair-obscur
Dans ses écrits, Rathier s'identifie volontiers comme moine de Lobbes (Monacus laubiensis) ou comme évêque de Vérone (Episcopus veronensis) : ce sont apparemment les deux titres auxquels il tient. Cette forte personnalité brillante et ambitieuse, manque de souplesse. Le moine est un religieux engagé et prêtre zélé. Il expose des idées généreuses et réformatrices. Il a une haute conception du devoir des prêtres et des évêques, mais n'hésite pas à employer pour arriver à ses fins les méthodes qu'il reproche à ses adversaires. Si on le connaît mieux que beaucoup de ses contemporains c'est parce qu'il n'hésite pas à parler de lui-même dans ses écrits. Il reconnaît ses limites, mais tout en s'accusant il prend soin de se justifier…

### Éditions
- Opera minora, P.L.D. Reid éd. (« Corpus Christianorum. Continuatio mediaevalis », 46), Turnhout, Brepols, 1976, 360 p.
- Praeloquia, Phrenesis, Dialogus confessionalis, etc., P.L.D. Reid, F. Dolbeau, B. Bischoff, C. Leonardi éd. (« Corpus Christianorum. Continuatio mediaevalis », 46A), Turnhout, Brepols, 1984, 374 p.